# Neri Bandiera
Neri Ricardo Bandiera (Rosario, Santa Fe, Argentina; 3 de julio de 1989) es un futbolista argentino. Juega como delantero y su equipo actual es Atlético Grau de la Liga 1 del Perú.

## Carrera

### Inferiores y debut
Bandiera comenzó jugando en las inferiores de la A. D. I. R., luego pasó por ADIUR Agrupación Deportiva Infantil Unión Rosario equipos de su ciudad. Solo estuvo un año allí y pasó a Tiro Federal, dónde también estuvo una temporada. En 2010 llegó a Renato Cesarini, dónde no llegó a debutar profesionalmente.
Al no tener posibilidades en el club rosarino, viajó hacia Resistencia, Provincia del Chaco, para jugar en Sarmiento, del Torneo Argentino B. Debutó en 2011 y convirtió su primer gol el 9 de octubre del mismo año, en la victoria por 2-3 sobre Textil Mandiyú.

### Juventud Unida de Gualeguaychú
Tras su buen paso en el equipo chaqueño, Bandiera se convirtió en jugador de Juventud Unida de Gualeguaychú, equipo del Torneo Argentino A. Debutó el 18 de agosto de 2013, ingresando a los 26 minutos del segundo tiempo por Maximiliano Vallejo en la victoria por 1-2 sobre Chaco For Ever. Convirtió su primer gol el 9 de marzo del año siguiente, en un partido frente a Libertad de Sunchales que terminó 1-1.
Para la temporada del Federal A 2014, Bandiera no jugó tantos partidos como en su primera etapa, pero convirtió 4 goles, superando su marca de la temporada anterior, de 3. Además, con el Decano logró el primer ascenso en la historia del club a la Primera B Nacional.
En la primera temporada en la Segunda categoría del fútbol argentino para el club, el equipo entrerriano terminó décimo segundo, clasificando a la Copa Argentina del año siguiente. En cuanto a Bandiera, jugó 40 partidos y convirtió 6 goles.

### Aldosivi
Luego de su destacado año en Juventud Unida y jugar la mayor parte del torneo de titular, Aldosivi, equipo de la Primera División, se hizo con sus servicios. Debutó en el Tiburón el 23 de marzo de 2016, ingresando al minuto del segundo tiempo por Martín Rivero en la derrota 2-0 frente a Huracán. Días más tarde consiguió meter su primer gol en el empate a 1 contra Newell's Old Boys. En el partido siguiente le marcaría un gol a Racing Club en la victoria 2-1. A continuación le tocaría abrir el marcador en el partido contra Boca Juniors en La Bombonera, que terminaría en derrota 4-1.
En su segunda temporada con el conjunto marplatense jugó más partidos, pero convirtió solo 2 goles (a Sarmiento de Junín y Atlético de Rafaela). No llegó a disputar el partido decisivo contra Olimpo de Bahia Blanca y el equipo sufrió el descenso a la Primera B Nacional.

### Belgrano
Consumado el descenso de Aldosivi, Bandiera se mantuvo en la categoría convirtiéndose en refuerzo de Belgrano de Córdoba. Debutó el 25 de agosto de 2017 en la derrota por 2-1 frente a Banfield. Fue titular pero fue reemplazado al comienzo del segundo tiempo por Tobías Figueroa. En el Pirata jugó solo 4 partidos.

### Curicó Unido
Al no tener oportunidades en el equipo cordobés, Bandiera cruzó la Cordillera de los Andes para jugar en Curicó Unido de Chile. Convirtió su primer gol ante Universidad de Concepción el 25 de agosto del mismo año. En el Albirrojo jugó solo 8 partidos y convirtió 2 goles.

### Regreso a Juventud Unida de Gualeguaychú
Luego de seis meses sin jugar en el club chileno por una grave lesión, regresó a su país para volver a jugar en Juventud Unida de Gualeguaychú para la temporada 2019-20 del Torneo Federal A. Volvió a vestir la camiseta celeste y blanca el 15 de septiembre, ingresando a los 6 minutos del segundo tiempo por Rubén Piaggio en el empate a 1 frente a su exequipo, Sarmiento de Resistencia. Una semana después, convirtió frente a San Martín de Formosa, partido que finalizó 2-0 con victoria del León.

### Estudiantes y Patronato
Estuvo 6 meses en el equipo de la Provincia de Entre Ríos y rescindió su contrato. A principios de 2020 firmó con Estudiantes de Caseros, equipo de la Primera Nacional. Le fue bien en el cuadro matador, ya que obtuvo un buen promedio de gol, 8 anotaciones en 16 partidos.
Esto lo hizo retornar a la Primera División, ya que fue fichado por Patronato, en febrero de 2021.

### Barracas Central
Ya en 2022 es fichado por Barracas Central, recientemente ascendido a la Primera División. Convierte su primer gol en la primera fecha frente a Central Córdoba en Santiago del Estero en la derrota 3-1. Su segundo gol lo convierte de cabeza frente a su ex-equipo, Aldosivi, en la histórica victoria de Barracas por 2-1.

## Estadísticas

### Clubes
- Actualizado al 25 de febrero de 2024.

| Club                              | Div.          | Temporada     | Liga  | Liga  | Copas nacionales | Copas nacionales | Torneos internacionales | Torneos internacionales | Total | Total | Media goleadora |
| Club                              | Div.          | Temporada     | Part. | Goles | Part.            | Goles            | Part.                   | Goles                   | Part. | Goles | Media goleadora |
| --------------------------------- | ------------- | ------------- | ----- | ----- | ---------------- | ---------------- | ----------------------- | ----------------------- | ----- | ----- | --------------- |
| Sarmiento (Resistencia) Argentina | 3.ª           | 2011-13       | 29    | 9     | 7                | 3                | —                       | —                       | 36    | 12    | 0.33            |
| Sarmiento (Resistencia) Argentina | Total club    | Total club    | 29    | 9     | 7                | 3                | 0                       | 0                       | 36    | 12    | 0.33            |
| Juventud Unida Argentina          | 3.ª           | 2013-14       | 25    | 3     | —                | —                | —                       | —                       | 25    | 3     | 0.21            |
| Juventud Unida Argentina          | 3.ª           | 2014          | 14    | 4     | —                | —                | —                       | —                       | 14    | 4     | 0.37            |
| Juventud Unida Argentina          | 2.ª           | 2015          | 37    | 6     | 3                | 0                | —                       | —                       | 40    | 6     | 0.15            |
| Aldosivi Argentina                | 1.ª           | 2016-17       | 35    | 6     | 2                | 0                | —                       | —                       | 37    | 6     | 0.16            |
| Aldosivi Argentina                | Total club    | Total club    | 35    | 6     | 2                | 0                | 0                       | 0                       | 37    | 6     | 0.16            |
| Belgrano Argentina                | 1.ª           | 2017-18       | 4     | 0     | —                | —                | —                       | —                       | 4     | 0     | 0               |
| Belgrano Argentina                | Total club    | Total club    | 4     | 0     | 0                | 0                | 0                       | 0                       | 4     | 0     | 0               |
| Curicó Unido · Chile              | 1.ª           | 2018          | 8     | 2     | 0                | 0                | —                       | —                       | 8     | 2     | 0.25            |
| Curicó Unido · Chile              | Total club    | Total club    | 8     | 2     | 0                | 0                | 0                       | 0                       | 8     | 2     | 0.25            |
| Juventud Unida Argentina          | 2.ª           | 2019          | 13    | 3     | 0                | 0                | —                       | —                       | 13    | 3     | 0.23            |
| Juventud Unida Argentina          | Total club    | Total club    | 89    | 16    | 3                | 0                | 0                       | 0                       | 92    | 16    | 0.17            |
| Estudiantes de Caseros Argentina  | 2.ª           | 2019-20       | 6     | 3     | —                | —                | —                       | —                       | 6     | 3     | 0.36            |
| Estudiantes de Caseros Argentina  | 2.ª           | 2020-21       | 10    | 5     | 0                | 0                | —                       | —                       | 10    | 5     | 0               |
| Estudiantes de Caseros Argentina  | Total club    | Total club    | 16    | 8     | 0                | 0                | 0                       | 0                       | 16    | 8     | 0.5             |
| Patronato Argentina               | 1.ª           | 2021          | 8     | 0     | 5                | 0                | —                       | —                       | 13    | 0     | 0.12            |
| Patronato Argentina               | Total club    | Total club    | 8     | 0     | 5                | 0                | 0                       | 0                       | 13    | 0     | 0.11            |
| Barracas Central Argentina        | 1.ª           | 2022          | 26    | 4     | 14               | 5                | —                       | —                       | 40    | 9     | 0.12            |
| Barracas Central Argentina        | Total club    | Total club    | 26    | 4     | 14               | 5                | 0                       | 0                       | 40    | 9     | 0.23            |
| Atlético Grau · Perú              | 1.ª           | 2023          | 34    | 13    | —                | —                | —                       | —                       | 34    | 13    | 0.38            |
| Atlético Grau · Perú              | 1.ª           | 2024          | 17    | 5     | 0                | 0                | —                       | —                       | 17    | 5     | 0.29            |
| Atlético Grau · Perú              | 1.ª           | 2025          | 11    | 4     | 0                | 0                | 7                       | 2                       | 18    | 6     | 0.30            |
| Atlético Grau · Perú              | Total club    | Total club    | 51    | 18    | 0                | 0                | 0                       | 0                       | 69    | 24    | 0.353           |
| Total carrera                     | Total carrera | Total carrera | 266   | 63    | 31               | 8                | 0                       | 0                       | 297   | 71    | 0.24            |
| 1. 2. 3.                          |               |               |       |       |                  |                  |                         |                         |       |       |                 |

## Palmarés

### Distinciones individuales
| Distinción                                     | Club                    | Año     |
| ---------------------------------------------- | ----------------------- | ------- |
| Máximo goleador de la Copa Argentina (3 goles) | Sarmiento (Resistencia) | 2011-12 |